# Золотой лотос (фильм, 1957)
«Золотой Лотос» (англ. Golden Lotus, кит. трад. 金蓮花, пиньинь jīn lián huā, буквально: «Цветок Золотого Лотоса») — чёрно-белый музыкальный гонконгский фильм студии Motion Picture & General Investment Co. Ltd. под режиссурой и по сценарию Юэ Фэна.

## Сюжет
Ранние годы Китайской республики, городок на севере Китая.
Девушка по имени Цзинь Ляньхуа (имя которой буквально значит "золотой лотос" или "цветок золотого лотоса") зарабатывает на жизнь себе и своей приёмной матери пением в чайной.
Обучавшийся в городе наследник богатого семейства Чэн Цинъю влюбляется в Ляньхуа; тронутая его пылким признанием, девушка отвечает ему взаимностью. Однако по настоянию отца Цинъю вынужден жениться на дочери другого богатого семейства Шэнь Шувэнь. Не желая обманывать жену, Чэн Цинъю рассказывает о любви к другой девушке; куда более робкая Шувэнь горюет, но остаётся верной мужу и не пытается бороться за свою любовь.
Кузен Цинъю, зная о его продолжающихся встречах с простолюдинкой, рассказывает об этом его отцу. В гневе от преступной любви сына к певичке, отец юноши делает ему нагоняй и пытается устранить помеху, нанимая людей избить Ляньхуа или соблазнить её. Думая, что отец узнал обо всем от невестки, Цинъю начинает полностью игнорировать и бойкотировать жену. Не зная о причине его отношения, та впадает в депрессию и заболевает.
Тот же кузен, отыскав Цзинь Ляньхуа, просит её уйти от Чэн Цинъю, чтобы спасти Шувэнь. Не имея возможности отказать, девушка в слезах соглашается и уезжает из города; однако это не помогает её "сопернице", в конце концов, умирающей от горя, покинутая мужем. Цинъю восстает против семьи и сбегает вслед за Ляньхуа. Претерпев множество злоключений, влюблённые обретают своё счастье.

## В ролях
| Актёр           | Роль                       |
| --------------- | -------------------------- |
| Линь Дай        | Цзинь Ляньхуа, Шэнь Шувэнь |
| Ван Лай         | приёмная мать Ляньхуа      |
| Келли Лэй Чжэнь | Чэн Цинъю                  |

## Награды
- Приз 4-го Азиатско-тихоокеанского кинофестиваля (1957) за лучшую женскую роль - Линь Дай.
- «Золотой лотос» был включён в список 100 «must see» фильмов Гонконга, изданный в 2011 году Гонконгским Департаментом Культуры и Отдыха[англ.] и Гонконгским Киноархивом[англ.][6].
- Фильм также участвовал в отборе кинофестиваля в Барселоне[1].